# C・S・R・アンジャネユル
C・S・R・アンジャネユル（C. S. R. Anjaneyulu、1907年7月11日 - 1963年10月8日）は、インドの俳優。「CSR」の通称で知られるメソッド俳優であり、テルグ語映画やテルグ語演劇を中心に活動していた。

## 生い立ち
1907年7月11日、現在のアーンドラ・プラデーシュ州マチリーパトナム近郊のチラカラプディに住むテルグ人家庭に生まれる。父・ラクシュミー・ナラシンハ・ムルティーは歳入局の役人で、後にグントゥール県ポンヌルに移住する。アンジャネユルはアーンドラ大学に進学し、演劇の道に進むようになる。舞台俳優となったアンジャネユルは短期間でスターナム・ナラシンハ・ラオ、D・V・スッバ・ラオ、パルパリなどに匹敵する俳優となった。

## キャリア
アンジャネユルは生涯で175本以上の映画に出演し、主役や神話の人物を演じた当時のインドを代表する主演俳優の一人だった。彼はN・T・ラーマ・ラオやアッキネーニ・ナゲシュワラ・ラオが登場する以前の1930年代後半まで名優の地位を確立し、1937年に出演した『Bhaktha Ramadasu』では演技を絶賛された。1951年に出演した『Pathala Bhairavi』ではN・T・ラーマ・ラオ、S・V・ランガ・ラオと共演し、娘の身を案じる王を演じた。同作は第1回インド国際映画祭で上映され、これ以降は性格俳優として活動するようになった。
彼は主に神話映画や歴史映画に出演し、クリシュナ、バードラチャーラ・ラーマダース、ツカラムなどを演じた。P・プライヤーのヒット作『Sri Venkateswara Mahatyam』ではヴェンカテーシュワラを演じ、1953年に出演した『Devadasu』では妻と死別したザミーンダールを演じた。この他の代表作として『幻想市場』のシャクニ役、『Rojulu Marayi』のサーガライアー役、『Gruhapravesam』、『Illarikam』のゴーヴィンダイアー役、『Kanyasulkam』のラーマッパ役、『Appu Chesi Pappu Koodu』のラーマダース役がある。1939年には『Jayaprada』で監督を務めている。また独立運動にも関心を持ち、舞台演劇を通じて集めた1万ルピーをインド国民軍のスバス・チャンドラ・ボースに寄付している。

## 家族
アンジャネユルには2人の弟と2人の妹がいる。弟C・S・ナゲシュワラ・ラオは助監督として『Suvarna Sundari』『Gunasundari Katha』『幻想市場』などの製作に参加した。もう一人の弟C・V・ラトナムはプロダクションマネージャーとしてバーヌマティの全ての製作作品に参加した。